# اچ‌ام‌اس وایسروی (دی۹۱)
اچ‌ام‌اس ویسروی (دی۹۱) (به انگلیسی: HMS Viceroy (D91)) یک ناوشکن متعلق به نیروی دریایی پادشاهی بریتانیا با طول ۳۰۰ فوت (۹۱ متر) ساخته ۱۹۱۷ بود که در ماه های آخر جنگ جهانی اول و در جنگ جهانی دوم از آن استفاده شد.